# Хоккейный стадион имени Бирсы Мунды
Международный хоккейный стадион имени Бирсы Мунды (англ. Birsa Munda International Hockey Stadium) — стадион для соревнований по хоккею на траве в Руркеле, штат Одиша, Индия. Стадион назван в честь Бирсы Мунды, известного борца за свободу и вождя народа мунда. Общая вместимость стадиона составляет более 20 000 человек, он является самым большим стадионом мира, на котором все места являются сидячими.

## История
Индия подавала заявку на второй подряд чемпионат мира по хоккею на траве 2023 года, намереваясь построить новый стадион в Одише. Правительство выделило 15 акров земли для строительства стадиона. Работы по возведению стадиона были возложены на Корпорацию по разработке промышленной инфраструктуры Одиши (англ. Odisha Industrial Infrastructure Development Corporation, IDCO). Председатель IDCO Санджай Кумар Сингх комментировал это событие следующим образом: «Правительство штата Одиша поручило нам построить стадион мирового класса для чемпионата мира по хоккею 2023 года за 12 месяцев». Первый камень стадиона был заложен главным министром штата Одиша Навином Патнаиком в феврале 2021 года, а менее чем через два года, Патнаик открыл стадион 5 января 2023 года.
Стадион имени Бирсы Мунды является четвёртым по вместимости стадионом для хоккея на траве в мире, при этом, в отличие от трех других стадионов, которые представляют собой часть многоцелевого спортивного комплекса, этот стадион был построен специально для хоккея на траве и является самым крупным по вместимости стадионом с полностью сидячими местами.

## Чемпионат мира по хоккею
Хоккейный стадион имени Бирсы Мунды строится для проведения на нём чемпионата мира по хоккею 2023 года, который в четвёртый раз проходит в Индии и второй раз, причём подряд, в штате Одиша. Помимо Руркелы, матчи пройдут в Бхубанешваре на стадионе «Калинга».

## Соревнования

### Международные
| Соревнование                                        | Год  | Организатор            | Даты              |
| --------------------------------------------------- | ---- | ---------------------- | ----------------- |
| Чемпионат мира по хоккею на траве среди мужчин 2023 | 2023 | Федерация Хоккея Индии | 13-29 января 2023 |
| Профессиональная лига среди мужчин сезона 2022/23   | 2023 | Федерация Хоккея Индии | 10-15 марта 2023  |